# Shentsa
Shentsa, även stavat Xainza, är ett härad (dzong) som lyder under prefekturen Nakchu i Tibet-regionen i sydvästra Kina.